# Tagalog (befolkningsgruppe)
 For alternative betydninger, se Tagalog. (Se også artikler, som begynder med Tagalog)
Tagalog er navnet på den befolkningsgruppe, der fortrinsvis stammer fra Filippinernes hovedstad Manila og omegn, og også deres sprog, som er stort set det samme som pilipino (også kaldet filipino). Engelsk og tagalog er de officielle sprog på Filippinerne.

## Historie
Ordet tagalog stammer fra tagá-ilog, fra tagá som betyder "indfødte" og ilog betyder "flod". Således betyder det "flodens beboerne." Der er ingen bevarede skriftlige eksempler på Tagalog fra før de spanske opdagelsesrejsendes ankomst i det 16. århundrede. Der vides meget lidt om sprogets historie. Den første kendte bog skrevet på Tagalog er Doctrina Cristiana fra 1593. Den er dels skrevet på spansk og dels i tagalog skrevet både med det traditionelle baybayskript og det latinske alfabet. I 1937 blev tagalog valgt af det nationale sproginstitut som grundlag for det nye nationalsprog. I 1939 navngav Manuel L. Quezon dette sprog "wikang pambansa", som betyder nationalsprog. Tyve år senere blev det omdøbt af den daværende uddannelsesminister José Romero til pilipino for at give det et mere nationalt navn.